# 朱利奥·德斯特凡诺
朱利奥·德斯特凡诺（義大利語：Giulio De Stefano，1929年5月6日—2023年12月19日），生于斯塔比亞海堡，意大利男子帆船运动员。他曾代表意大利参加1960年夏季奥林匹克运动会帆船比赛，获得一枚铜牌。